# Evanioidea
Evanioidea è una superfamiglia appartenente all'ordine degli imenotteri.

## Biologia
La biologia è molto disparata all'interno delle 3 famiglie viventi. Gli Aulacidae sono parassitoidi di coleotteri, mentre gli Evaniidae sono predatori solitari delle ooteche di blatte e i Gasteruptiidae di nidi di api e vespe solitarie.

## Tassonomia
È un gruppo poco conosciuto, composto da circa 1100 specie divise in 6 famiglie di cui 3 viventi:
- Andreneliidae †: 2 generi.
- Anomopterellidae †: 1 genere.
- Aulacidae: 279 generi.
- Evaniidae: 649 generi.
- Gasteruptiidae: 7 generi.
- Praeaulacidae †: 3 generi.